# Lakenham
Lakenham är en stadsdel i Norwich i distriktet Norwich, i grevskapet Norfolk i England. Stadsdelen hade 9 788 invånare år 2020. Lakenham var en civil parish fram till 1890 när blev den en del av Norwich. Civil parish hade 6 378 invånare år 1881. Byn nämndes i Domedagsboken (Domesday Book) år 1086, och kallades då Lakemham.